# Pepco Holdings
Pepco Holdings, Inc. (kurz: PHI) war eine amerikanische Holdinggesellschaft mit Sitz in Washington, bevor sie durch Exelon übernommen wurde.
Die Verbreitung, Übertragung und Lieferung von Elektrizität und die Bereitstellung und Lieferung von Erdgas wird durch die Tochterunternehmen Potomac Electric Power Company, Delmarva Power and Light Company und Atlantic City Electric Company durchgeführt. Das Unternehmen versorgt mehr als 1,9 Millionen Kunden in den Bundesstaaten Delaware, Maryland, New Jersey sowie den Bundesdistrikt Washington, D.C.
Das Leitungsnetz in weiten Teilen des von pepco versorgten Gebietes ist oberirdisch auf Holzmasten verlegt. Es kommt nach Unwettern regelmäßig zu Stromausfällen. In den USA fällt in jedem Haushalt im Durchschnitt anderthalb Stunden im Jahr der Strom aus; in Japan sind es vier Minuten. pepco plant ab 2015 künftig 60 Prozent des Netzes unterirdisch zu verlegen.